# 31192 Aigoual
31192 Aigoual este un asteroid din centura principală de asteroizi.

## Descriere
31192 Aigoual este un asteroid din centura principală de asteroizi. A fost descoperit pe 29 decembrie 1997 la Observatoire des Pises din Parcul național din Cévennes. Asteroidul prezintă o orbită caracterizată de o semiaxă mare de 2,75 ua, o excentricitate de 0,19 și o înclinație de 3,5° în raport cu ecliptica.